# 防塵
防塵（ぼうじん, ダストプルーフ（英:dustproof））とは、電化製品の基板などの重要部品等、外界からの固形物（砂やほこり）などが入り込まないように加工する技術である。